# Dieter Krause
Pour les articles homonymes, voir Krause.
Dieter Krause, né le 18 janvier 1936 à Brandebourg-sur-la-Havel (Brandebourg) et mort le 23 août 2020 à Bad Saarow (Brandebourg), est un kayakiste est-allemand.

## Carrière
Dieter Krause est médaillé de bronze en kayak monoplace (K1) 500 mètres aux Championnats du monde de course en ligne de canoë-kayak de 1958 à Prague.
Aux Jeux olympiques d'été de 1960 à Rome, il remporte la médaille d'or du relais 4x500 mètres sous les couleurs de l'Équipe unifiée d'Allemagne. Aux Championnats du monde de course en ligne de canoë-kayak de 1963 à Jajce, il obtient une médaille d'or en kayak à quatre 1 000 mètres, une médaille d'argent en kayak biplace 1 000 mètres et une médaille de bronze en relais 4x500 mètres.